# Учитель словесности
«Учитель словесности» ― рассказ русского писателя А. П. Чехова.

## Публикация
Первая глава рассказа под названием «Обыватели» была опубликована 28 ноября (по старому стилю) 1889 года в газете «Новое время» (выпуск № 4940), с посвящением Н. Н. Оболонскому, который в то время был врачом брата Чехова, Николая. Вторая глава, «Учитель словесности», появилась пять лет спустя, 10 июля 1894 года в газете «Русские ведомости» (выпуск № 188). С небольшими правками, обе главы, объединённые под названием «Учитель словесности» (и без посвящения) были включены в сборник «Повести и рассказы» 1894 года. Чехов сделал несколько незначительных изменений, прежде чем включить своё произведение в восьмой том собрания его сочинений, опубликованных Адольфом Марксом в 1899―1901 гг.

## История написания
По словам критика Юрия Соболева, который в качестве источника приводит данные таганрогского историка Павла Филевского, прототипом Никитина, возможно, являлся учитель латинского языка в таганрогской гимназии по фамилии Старов. Хотя Чехов, видимо, «смягчил» описание его трагической истории.
Первая глава была написана в начале ноября 1889 года. «Ваш сотрудник Ан. Чехов начал родить субботник… Начало многообещающее» ― так проинформировал Алексея Суворина на 1 ноября сам автор. В письме от 12 ноября он писал: «Посылаю рассказ для фельетона. Несерьезный пустячок из жизни провинциальных морских свинок. Простите мне баловство… Я имел в виду кончить его [рассказ] так, чтобы от моих героев мокрого места не осталось, но нелегкая дернула меня прочесть вслух нашим; все взмолились: пощади! пощади! Я пощадил своих героев, и потому рассказ вышел так кисел.»

## Сюжет
Сергей Никитин, 26-летний учитель русской литературы в провинциальной гимназии увлекается Машей Шелестовой, 18-летней дочерью местного помещика. Счастливый человек, он восхищается домом Шелестова, и даже готов терпеть огромное количество кошек и собак. Он женится на Маше, и их идиллия продолжается и в загородном доме.
Однажды вечером Никитин возвращается домой из клуба, где он играл в карты. Он потерял 12 рублей, но ещё больше его расстроили слова одного человека, который отметил, что теперь, когда он женился на дочери богатого человека, он получил «бешеные деньги». Странное чувство закрадывается в душу Никитина. Он начинает понимать, что на самом деле попал в ловушку и застрял теперь навсегда в мире, где все и всё обстоит неверно и неглубоко. Никитин вдруг осознаёт, что он не любит ни школу, ни всех окружающих его людей. Свою жену он теперь считает глупым, пошлым существом, и видит, что «…иллюзия иссякла и уже начиналась новая, нервная, сознательная жизнь, которая не в ладу с покоем и личным счастьем… Нет ничего страшнее, оскорбительнее, тоскливее пошлости. Бежать отсюда, бежать сегодня же, иначе я сойду с ума!», ― так пишет он в своём дневнике и с этими словами рассказ заканчивается.

## Отзывы критиков
Первая глава рассказа (под названием «Обыватели», опубликованная в 1889) получила тёплые отзывы. В переписке с Чеховым многие литераторы выражали свой восторг «свежестью» банальной, но очень милой картины семейного счастья. Алексей Плещеев в письме 29 ноября 1889 писал Чехову: «Это прелестнейшая бытовая картинка, где вся прелесть в подробностях, в мелких штрихах, в „бликах“, как говорят живописцы. Все это живые лица — которых встречал, видел, знал». Сергей Андреевский в рецензии, помещённой в газете «Новое время» в январе 1895 года, дал высокую оценку рассказу, который «преисполнен наивною поэзиею романтических радостей в милой провинциальной среде, в юной и счастливой компании», но обошёл стороной пессимистический финал рассказа.
Большинство современных Чехову рецензентов (в отличие от Андреевского) предпочли пропустить идиллию и обратить внимание на пессимизм истории с её неопределенным финалом. «Живёт, живёт человек бессознательной, зоологической, даже какою-то растительною жизнью, покоряется, не думая, властной стихии обыденщины, и вдруг, неведомо с чего, загрустит, затоскует…. спавшая душа проснется, точно пелена спадет с глаз, жизнь как-то сразу потускнеет, завянет, обесценится, потеряет прежнюю ясность и простоту <…> Так случилось с неким учителем Никитиным», ― писал А. С. Глинка в своей работе «Очерки о Чехове» 1903 года, отметив, что этот конфликт (от «идеала и действительности») в истории останется нерешённым.
С точки зрения литературоведа А. Л. Липовского, автор не обосновал эволюцию Никитина в рассказе: «Почему, например, „Учитель словесности“, всегда живший пошляком, без малейшего сомнения в своих поступках, вдруг, возвращаясь после одного проигрыша в карты домой, почувствовал, что он чиновник и лгун и что все таковы? <...> Эти мгновенные душевные настроения более понятны, чем обоснованы». Также критик остался недоволен финалом рассказа: «Чехов обрывает рассказ и тем причиняет нам вторую досаду. Что же будет с „новым“ человеком? Ему предстоит борьба с остатками прежнего „я“, с окружающими. Интерес художественной разработки растет с её трудностью, но автор как бы избегает своей задачи. Отсюда, при краткости рассказа, недоделанность, недоговорённость».
По достоинству оценил рассказ Чехова Л. Н. Толстой, о чём свидетельствует сохранившаяся запись в дневнике В. Ф. Лазурского от 11 июля 1894 года, касающаяся второй главы рассказа: «Слушали чтение „Учителя словесности“ Чехова из „Русских ведомостей“. Когда Лев Николаевич окончил чтение и стали обмениваться впечатлениями, Лев Николаевич сказал, что рассказ ему нравится. В нём с большим искусством в таких малых размерах сказано так много; здесь нет ни одной черты, которая не шла бы в дело, и это признак художественности. При этом он сделал несколько замечаний о Чехове вообще. Для Льва Николаевича это человек симпатичный, относительно которого можно всегда быть уверенным, что он не скажет ничего дурного. Хотя он и обладает художественной способностью прозрения, но сам ещё не имеет чего-нибудь твердого и не может потому учить. Он вечно колеблется и ищет. Для тех, кто ещё находится в периоде стояния, он может иметь то значение, что приведёт их в колебание, выведет из такого состояния. И это хорошо».

## Экранизация
- 1965 — «Учитель словесности», режиссёры Иосиф Раевский, Алина Кузьмина, Юрий Щербаков. В ролях Николай Пеньков, Ксения Минина, Алексей Грибов, Раиса Максимова, Анатолий Кторов, Юрий Леонидов